# DNCE (album)
A DNCE a DNCE nevű amerikai együttes debütáló stúdióalbuma, amely 2016. november 18-án jelent meg a Republic Records-nál. A 2015 és 2016 között rögzített dalok a Swaay című EP-n is szerepelnek. Az albumra jellemző stílusok az új hullám, dance-rock, diszkó és alternatív pop, melyek az albumon keverednek. A dalokat Joe Jonas vezető énekes írta, de közreműködött Ilya Salmanzadeh, Rami Yacoub, Mattam & Robin, Justin Tranter és Sir Nolan.
A lemez megjelenésekor az album pozitív visszajelzéseket kapott a zenei kritikusok által, akik dicsérték Jonas érettségét, és a zenekar vonzerejét is. A DNCE a Billboard 200-as listán benne volt a Top 20-ban, viszont más országokban csak mérsékelt siker volt az album listákon. Ausztráliában a 32. helyen végzett.
A 2015-ben megjelent Swaay című EP-n szerepelt először a Cake By The Ocean című dal, mely a Recording Industry Association of America (RIAA) által háromszoros platina helyezést kapott, és a slágerlistákon a legjobb Top 10-ben is benne volt. A Toothbrush című dal is helyet kapott a DNCE albumon is, viszont a Body Moves csak 2016 szeptemberében jelent meg mint első kimásolt kislemez, viszont nem került fel a Billboard Hot 100-as listájára.

## Megjelenés és promóció
2016 februárjában a zenekar azt nyilatkozta, hogy nyáron megjelenik az új nagylemez, azonban a Cake By The Ocean és a Toothbrush című dalok sikerei után az album kiadása csúszott, hogy a kislemezek reklámozása megfelelő legyen a média számára. Augusztusban a Billboard magazin arról számolt be, hogy a felvételeket befejezték, majd az album címét és a 2016. november 18-i kiadás dátumát egy promóciós videó segítségével hirdették meg 2016. szeptember 14-én.
Az album megjelenése előtt három promóciós kislemez jelent meg az albumról a Blown 2016. október 28-án, míg a Good Day 2016. november 4-én, majd a Be Mean 2016 november 11-én.

## Kislemezek
A Body Moves című dal 2016 szeptember 30-án jelent meg. A hozzá készített videóklipet 2016 október 11-én mutatták be, melyben a zenekar tagjai provokatív megjelenést, és viselkedést tanúsítanak. A Body Moves nem szárnyalta túl a Swaay beli kislemez megjelenések, de a Billboard Dance Club listára felkerült.
A közelmúltban a Good Day című dalhoz készült egy hivatalos remix, de eddig nem volt tisztázott, hogy elfogadják-e a hivatalos jelzőt az új változattal szemben.

## Megjelenések
LP  Egyesült Államok Republic Records – B0025372-01
1. DNCE (3:50)
2. Body Moves (3:56)
3. Cake By The Ocean (3:59)
4. Doctor You (3:12)
5. Tootbrush (3:51)
6. Blown (3:17)
7. Good Day (3:38)
8. Almost (2:55)
9. Naked (3:56)
10. Truthfully (3:02)
11. Be Mean (3:31)
12. Zoom (3:41)
13. Pay My Rent (3:13)
14. Unsweet (3:20)

## Slágerlista
| Slágerlista (2016)             | Legjobb helyezések |
| ------------------------------ | ------------------ |
| Ausztrália (ARIA)              | 32                 |
| Belgium (ULTRAPOP Flanders     | 126                |
| Belgium (ULTRAPOP) Wallonia    | 73                 |
| Kanada (Billboard)             | 43                 |
| Franciaország (SNEP)           | 166                |
| Írország (IRMA)                | 76                 |
| Japán (Oricon)                 | 43                 |
| Új-Zéland (RMNZ)               | 3                  |
| Skócia (OCC)                   | 64                 |
| Spanyolország (PROMUSICAE)     | 86                 |
| Svájc (Schweizer Hitparade)    | 89                 |
| Egyesült Királyság (OCC)       | 48                 |
| Egyesült Államok Billboard 200 | 17                 |

## Minősítések, eladások

### Minősítések
| Ország                     | Minősítés | Eladások |
| -------------------------- | --------- | -------- |
| Brazília Pro-Música Brazil | Arany     | 20 000   |
| Mexikó AMPROFON            | Arany     | 30 000   |
| Egyesült Államok RIAA      | Arany     | 500 000  |